# Coscia

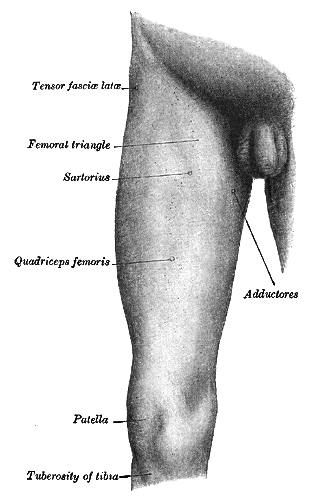
Visione frontale di una coscia destra maschile

La coscia è il tratto dell'arto inferiore compreso tra l'anca e il ginocchio. Lo spazio che si crea in alcune donne fra i muscoli delle cosce, mantenendo la postura eretta e con le ginocchia giunte, si chiama spazio tra le cosce.

## Anatomia umana
Elementi della coscia:
- la cute;
- la tonaca;
- il piano muscolare;
- i vasi sanguigni;
- i nervi;
- lo scheletro.

### Muscoli
I muscoli della coscia sono undici e possono essere raggruppati in tre regioni: regione anteriore, regione mediale e regione posteriore.  
- Regione anteriore:
  - muscolo sartorio;
  - muscolo quadricipite femorale (formato da quattro capi: m. vasto mediale - m. vasto intermedio - m. retto femorale (anteriore rispetto al m. vasto intermedio) - m. vasto laterale).

- regione mediale:
  - muscolo pettineo;
  - muscolo adduttore lungo;
  - muscolo gracile;
  - muscolo adduttore breve;
  - muscolo grande adduttore;
  - muscolo otturatore esterno.

- regione posteriore:
  - muscolo bicipite femorale;
  - muscolo semitendinoso;
  - muscolo semimembranoso.

### Scheletro
Il femore è l'unico osso nella coscia e rappresenta il sito di attacco per tutti i muscoli della coscia. La testa del femore si articola con l'acetabolo nell'osso pelvico formando l'articolazione dell'anca, mentre la parte distale del femore si articola con la tibia e la rotula formare il ginocchio. Il femore è l'osso più lungo del corpo e comprende una diafisi, il corpo e due epifisi che si articolano con le ossa adiacenti nell'anca e nel ginocchio.

### Sistema sanguigno
- Arterie
  - Femorale
  - Femorale profonda
  - Femorale circonflessa
  - Genicolare
  - Poplitea
  - Perforanti

- Vene
  - Satelliti delle arterie
  - Grande safena (sistema superficiale)
  - Perforanti

### Sistema nervoso
La coscia è innervata da:
- il nervo otturatorio;
- il nervo femorale;
- il nervo ischiatico;
- il nervo cutaneo laterale della coscia;
- nervo genito-femorale

### Sistema linfatico
Il sistema linfatico della coscia fa capo ai linfonodi inguinali superficiali e profondi, che filtrano la linfa che giunge al tronco dagli arti inferiori.

### Strutture fasciali
- Triangolo di Scarpa
- Zampa d'oca (gracile, sartorio e semitendinoso)
- Fascia lata (si fonde con il tendine del tensore della fascia lata per formare il tratto ileotibiale)
- Fasce della coscia

## Patologia
- Nervo iatale
- Dolore lombare
- Dolori muscolari
- Crampi
- Dolore dei muscoli della coscia

## Locuzioni e proverbi
- "A coscia a coscia" - Fianco a fianco.
- "Battersi la coscia" - Segno di meraviglia o di irritazione.